# Macouria
Macouria is een gemeente in Frans-Guyana. De gemeente telde 18.807 inwoners op 1 januari 2022. De voornaamste plaats van de gemeente is Tonate, dat werd vernoemd naar de 18-eeuwse plantage-eigenaar, die het dorp heeft gesticht.
De gemeente ligt aan de N1 en sinds de jaren 1980 kent Macouria een belangrijke bevolkingsgroei door haar rol als slaapstad van Cayenne. Macouria bevindt zich aan de andere kant van de rivier Cayenne en wordt door de Larivotbrug met de hoofdstad verbonden.

## Geschiedenis
Het gebied werd voor het eerst bezocht in 1604 door Daniel de La Touche die melding maakt van vele inheemse stammen. In 1710 vestigden de jezuïeten zich rond Pointe Liberté en begonnen het land te cultiveren. Het land bleek erg vruchtbaar en het gebied staat bekend als de graanschuur van Cayenne. In 1835 is de gemeente Macouria opgericht. In Macouria bevonden zich voor Frans-Guyana veel plantages en slaven.
De Zoo de Guyane, de enige dierentuin van Frans-Guyana, werd vroeger Zoo de Montsinéry genoemd, maar bevindt zich in de gemeente Macouria.

## Sport
Het lokale voetbalteam is US Macouria en speelt in de Division d'Honneur. Het voetbalstadion is Stade Municipal en heeft een capaciteit van 2.000 bezoekers.

## Dorpen

### Maillard
Maillard (4° 58′ NB, 52° 27′ WL) was oorspronkelijk een inheems dorp van Palikur-indianen, maar was in 1990 verlaten. In Maillard wordt een ville nouvelle (nieuw dorp) gebouwd rond het gelijknamige meer dat is ontstaan als restant van een groeve.

### Soula
Soula (4° 56′ NB, 52° 24′ WL) is een ville nouvelle. De planning is drie buurten te bouwen met ongeveer 2.600 huizen waarvan 60% huurwoningen zijn. Het dorp wordt een combinatie van wonen en werken en bevindt zich tegen Pointe Liberté.

### Tonate
Tonate is het hoofddorp van de gemeente. Het dorp is in 1716 gesticht door de  plantagehouder Jean-Baptiste Tonat.

## Demografie
Macouria was dunbevolkt met 446 inwoners in een gebied van 378 km² in 1982, maar is door de suburbanisatie fors gegroeid naar 16.219 inwoners in 2019.

## Galerij

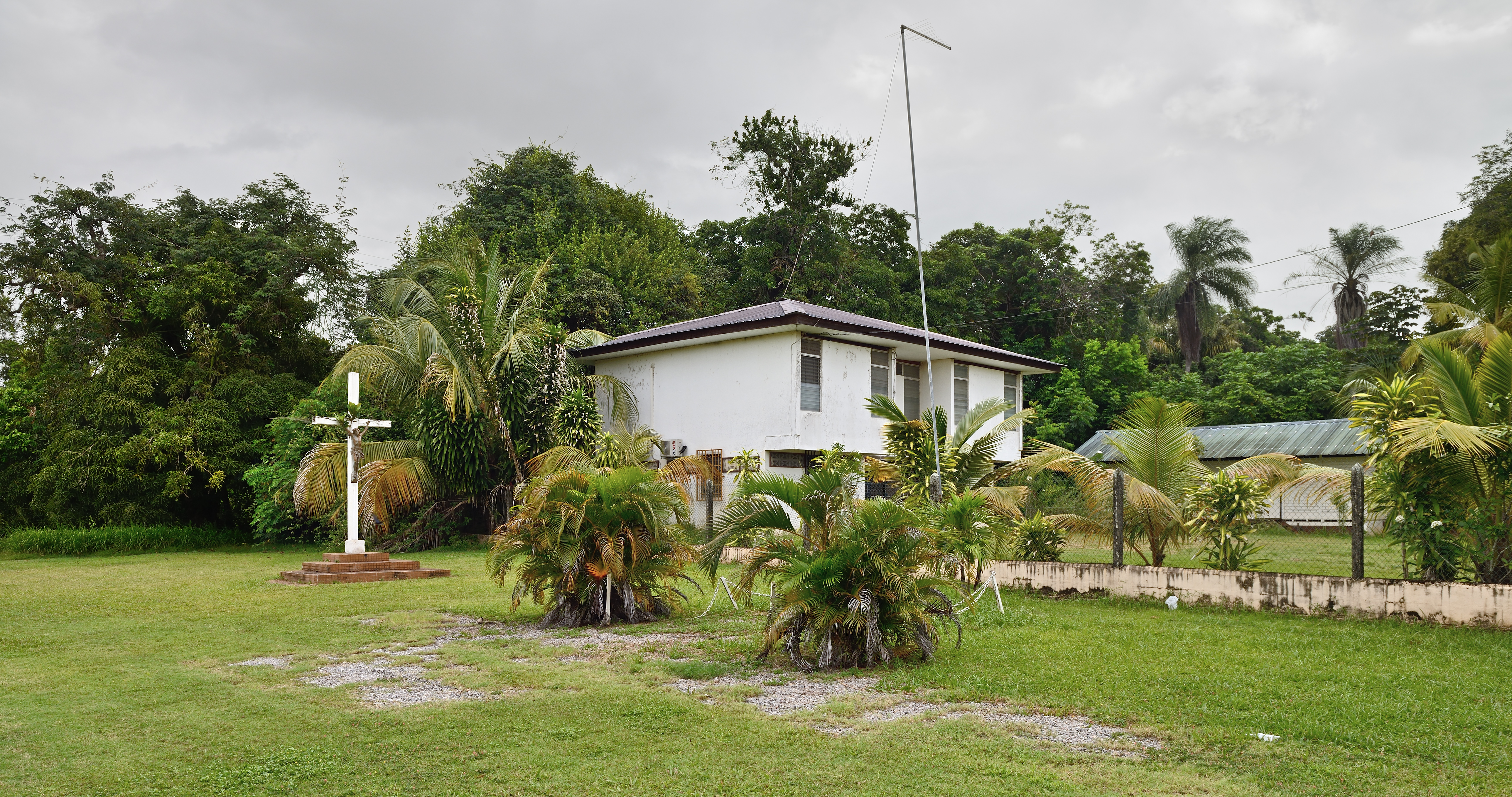
Park in Tonate
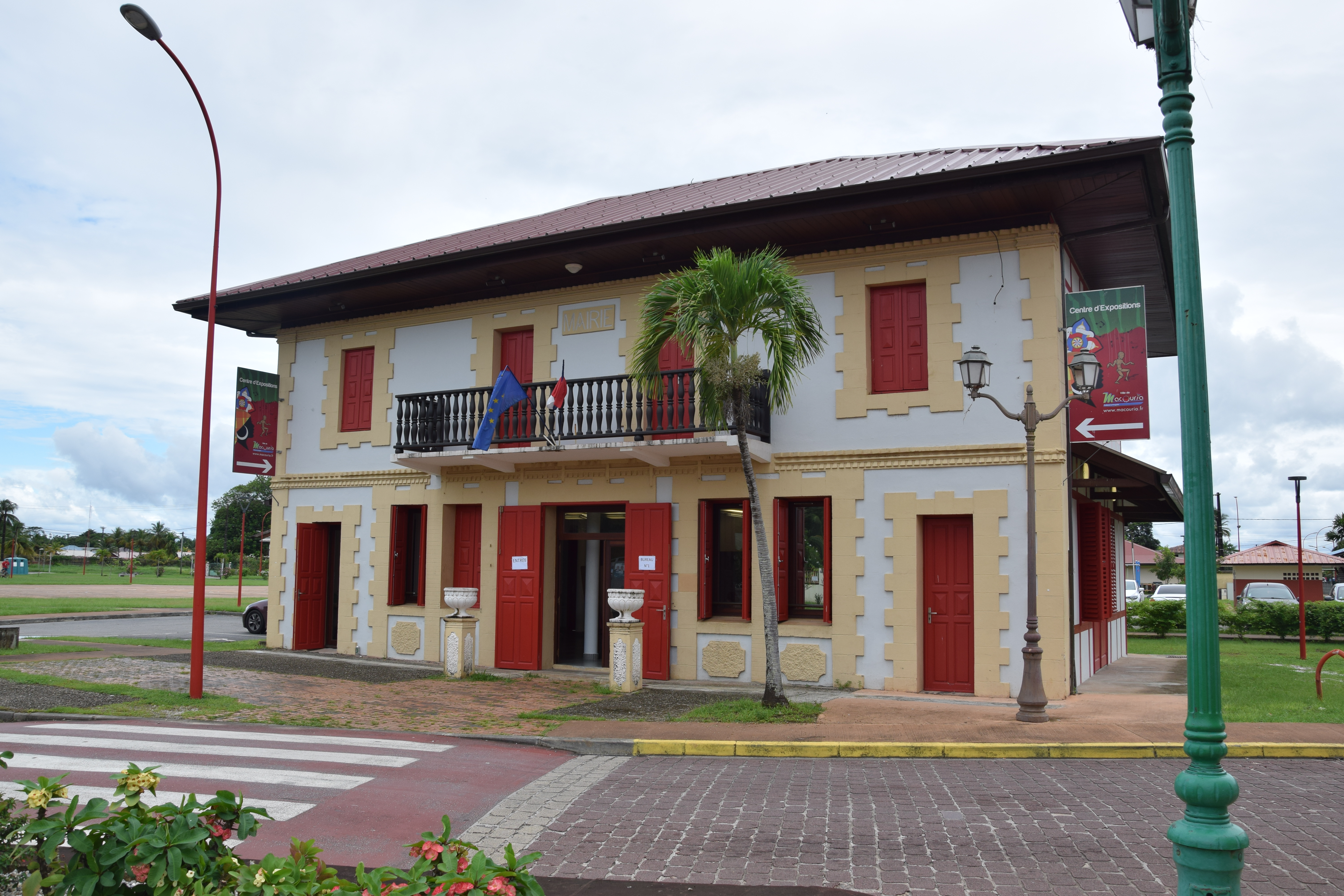
Gemeentehuis
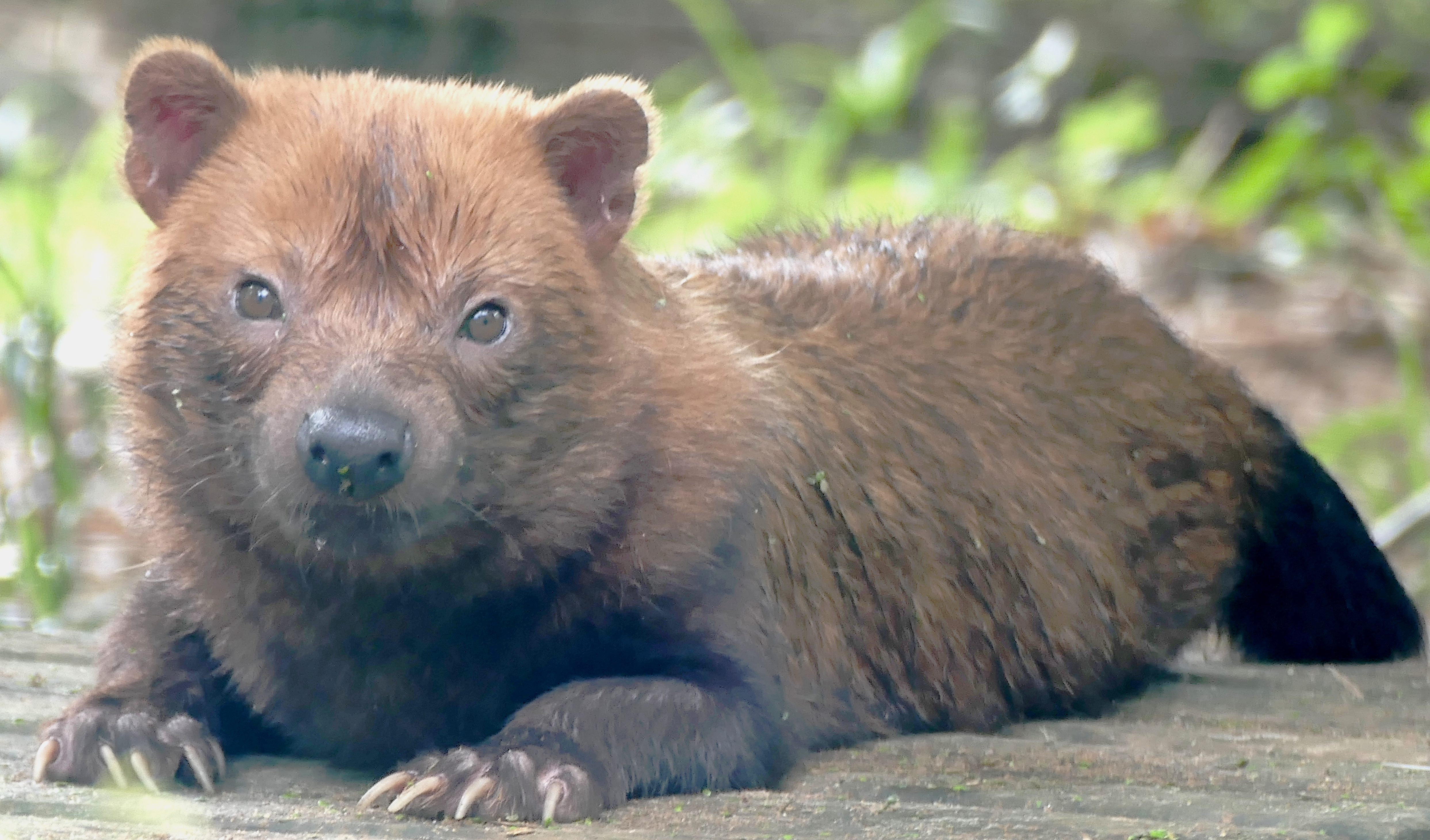
Boshond in de dierentuin
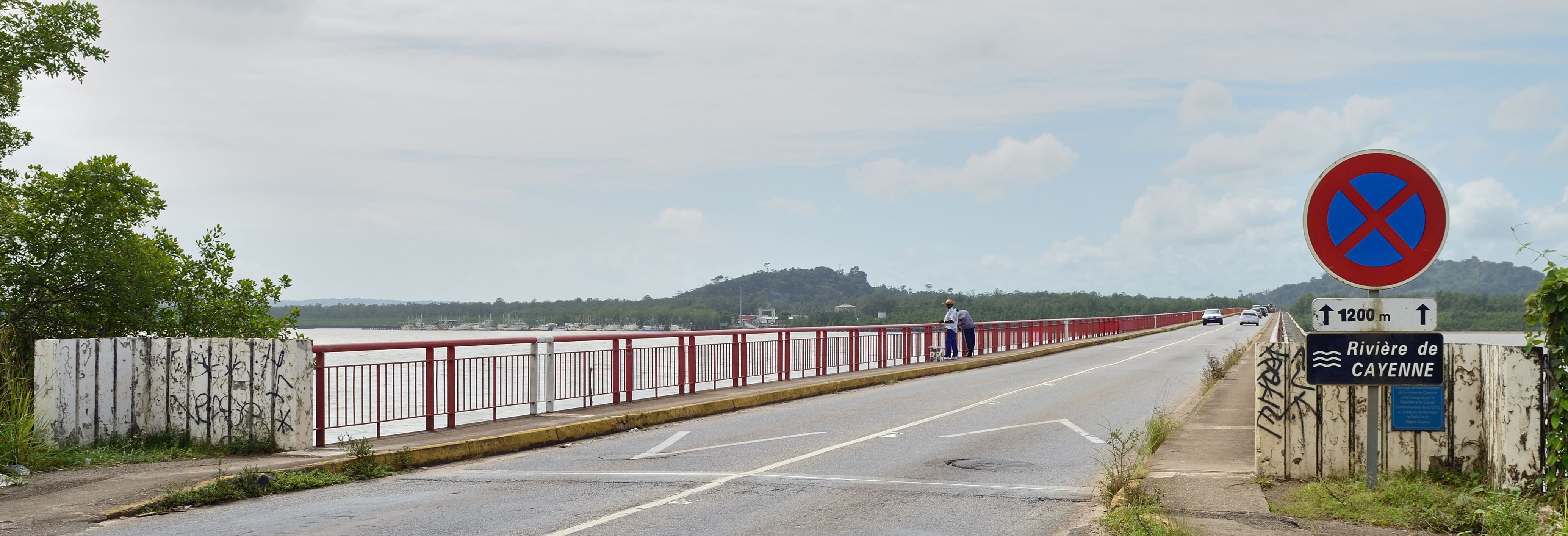
Brug over de Cayenne rivier gezien vanaf Pointe Liberté. Overkant is Cayenne